# Néstor Araujo
Néstor Alejandro Araujo Razo (Guadalajara, 29 de agosto de 1991), é um futebolista Mexicano que atua como zagueiro. Atualmente, joga pelo América.

## Carreira
Araujo fez parte do elenco da Seleção Mexicana de Futebol na Copa América de 2016.

## Títulos
Cruz Azul
- Copa México: Clausura 2013

Santos Laguna
- Liga MX: Clausura 2015, Clausura 2018
- Copa México: Apertura 2014
- Campeón de Campeones: 2015

América
- Liga MX: Apertura 2023, Clausura 2024
- Campeón de Campeones: 2024
- Supercopa da Liga MX: 2024
- Campeones Cup: 2024

Seleção Mexicana
- Campeonato da CONCACAF Sub-20: 2011
- Jogos Pan-Americanos: 2011
- Torneio Internacional de Toulon: 2012
- Torneio Pré-Olímpico da CONCACAF Sub-23: 2012
- Jogos Olímpicos: 2012
- Copa Ouro da CONCACAF: 2019

### Prêmios individuais
- Seleção da Liga MX: Clausura de 2017
- Melhor defensor da Liga MX: 2016–17
- Seleção das Finais da Liga das Nações da CONCACAF: 2021